# Radu Țîrle
Radu Țîrle (ur. 17 maja 1967 w Criștioru de Jos w okręgu Bihor) – rumuński teolog, polityk i samorządowiec, były senator, w 2007 deputowany do Parlamentu Europejskiego.

## Życiorys
Absolwent teologii w Institutul Teologic Penticostal w Bukareszcie z 1994. Kształcił się następnie w Stanach Zjednoczonych, w 1996 uzyskał magisterium, a w 1998 doktoryzował się na chrześcijańskiej uczelni Ashland University. Został wykładowcą teologii w macierzystym instytucie.
Działał w Partii Demokratycznej. Z jej ramienia w latach 2004–2008 zasiadał w rumuńskim Senacie.
Był obserwatorem w Europarlamencie. Po przystąpieniu Rumunii do Unii Europejskiej 1 stycznia 2007 objął mandat eurodeputowanego jako przedstawiciel PD w delegacji krajowej. Został członkiem grupy Europejskiej Partii Ludowej i Europejskich Demokratów, Komisji Petycji oraz Komisji Ochrony Środowiska Naturalnego, Zdrowia Publicznego i Bezpieczeństwa Żywności. Z PE odszedł 9 grudnia 2007, kiedy to w Europarlamencie zasiedli deputowani wybrani w wyborach powszechnych.
W 2008 przeszedł do Partii Narodowo-Liberalnej. W tym samym roku został przewodniczącym rady okręgu Bihor, pełnił tę funkcję do 2012.